# English Park
English Park – stadion wielofunkcyjny w Christchurch w Nowej Zelandii, na którym odbywają się głównie mecze piłkarskie. W roli gospodarza występuje na nim zespół Canterbury United. Pojemność obiektu wynosi 8000 miejsc.